# Унтериберг
Унтериберг (нем. Unteriberg) — коммуна в Швейцарии, в кантоне Швиц. 
Входит в состав округа Швиц. Население составляет 2325 человек (на 31 декабря 2007 года). Официальный код  —  1375.